# Продавец

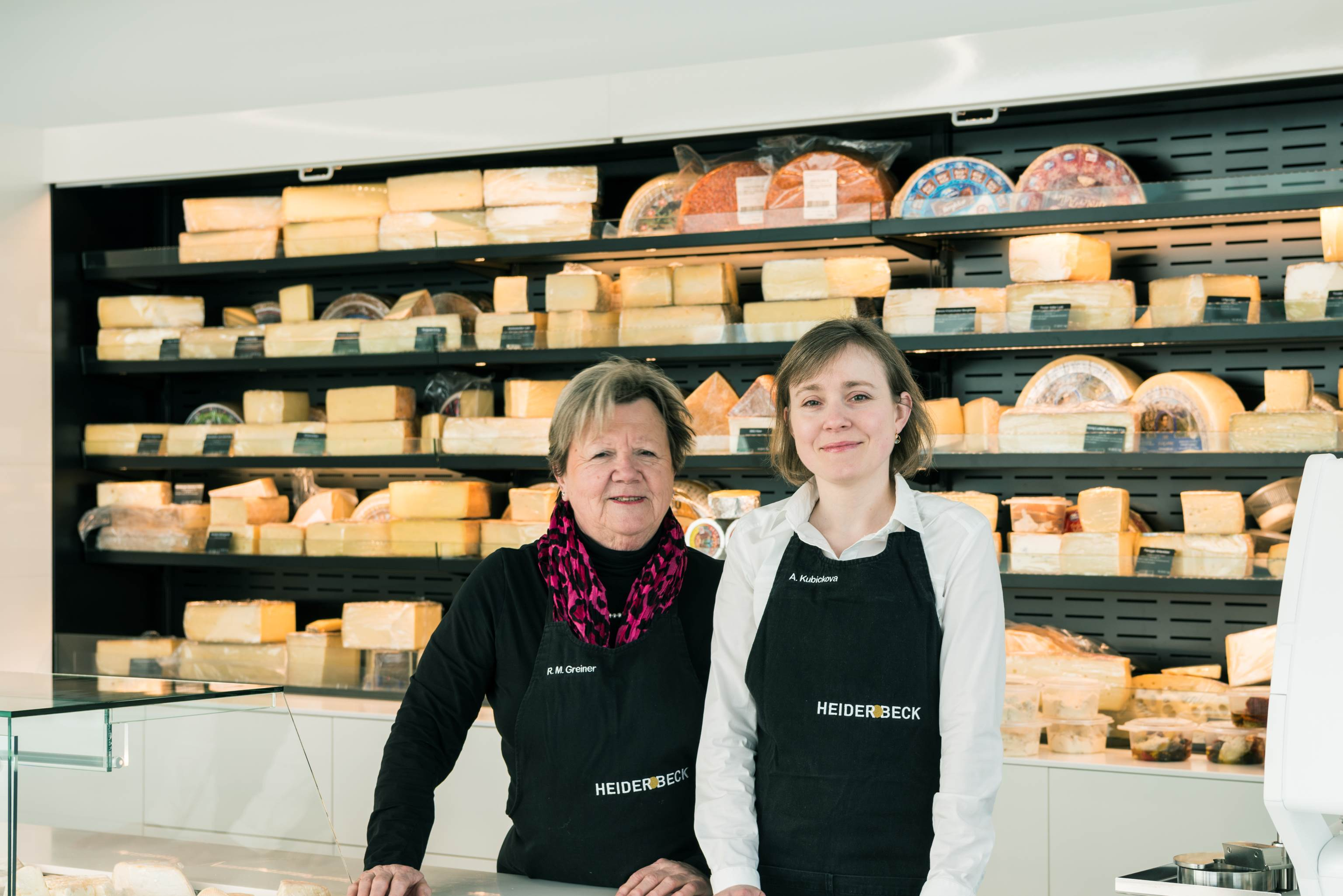
Продавщицы за работой

Продаве́ц — профессия, специальность, человек, организация, которая продаёт что-либо (товар, услугу и так далее).

## Как правовой термин
Продавец за соответствующее вознаграждение передаёт покупателю товар или услугу. Этот процесс называется, как правило, продажа, сделка. При совершении продажи иногда говорят — заключена сделка купли-продажи. Вторым участником сделки является покупатель (клиент, потребитель). Продавец преследует в сделке определённую цель — извлечение прибыли.
Отношения между покупателем и продавцом в России на законодательном уровне регулируются Законом РФ «О защите прав потребителей».

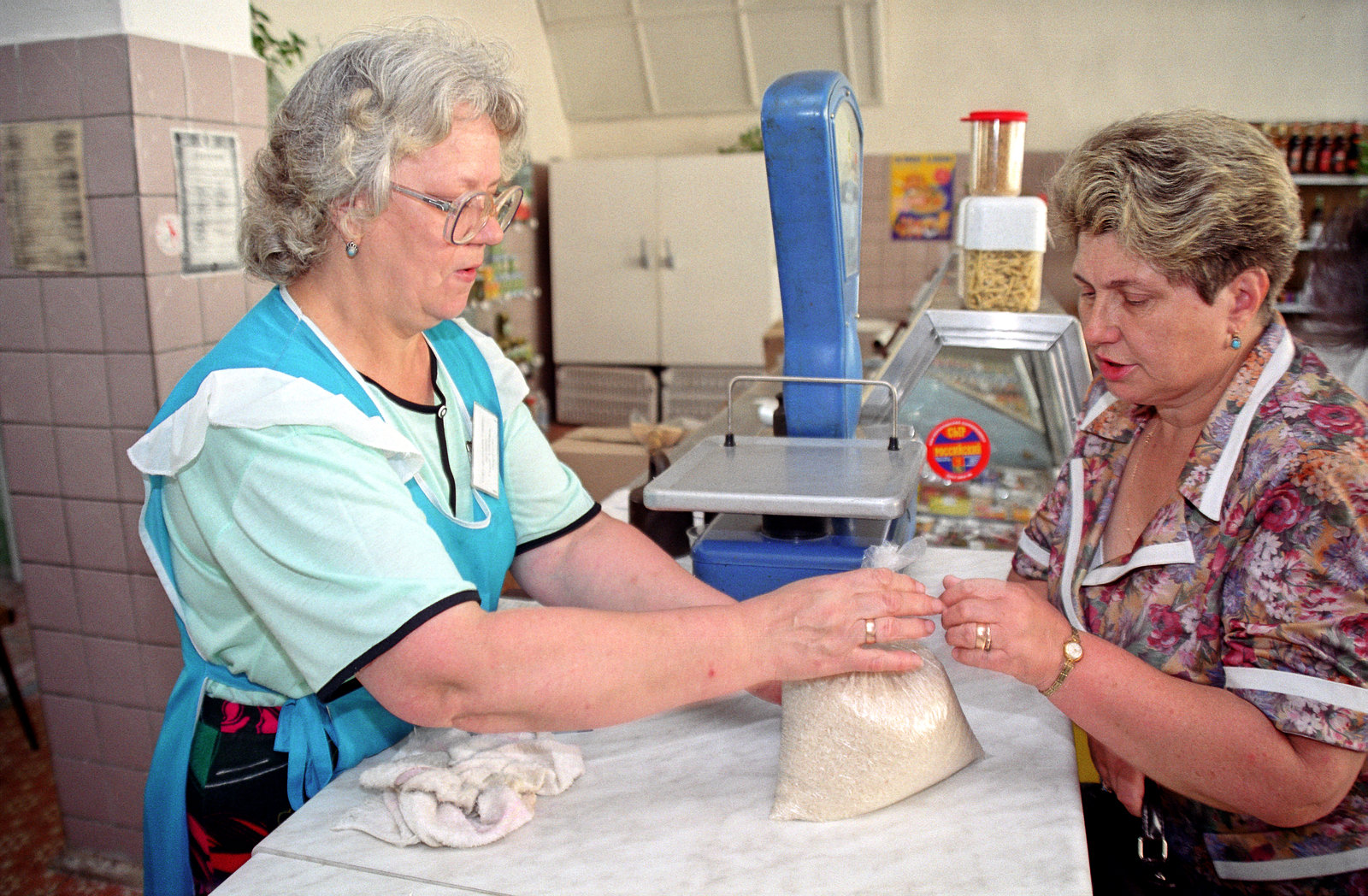
Продавец обслуживает покупателя в Отделе рабочего снабжения

## Профессия
Продавец (в женском роде — продавщица) в узком смысле — лицо, непосредственно контактирующее с покупателями и осуществляющее продажу товара (лицо, оказывающее услуги, продавцом не называется).
В таблице приведены коды ОКПДТР для продавцов:
| Код   | Контрольное число | Наименование профессии               | Диапазон тарифных разрядов | Код выпуска ЕТКС | Код по ОКЗ |
| ----- | ----------------- | ------------------------------------ | -------------------------- | ---------------- | ---------- |
| 17351 | 5                 | Продавец непродовольственных товаров | 3 — 5                      | 55               | 5210       |
| 17353 | 4                 | Продавец продовольственных товаров   | 2 — 4                      | 55               | 5210       |

## «Активный продавец»
Следует отличать понятия «продавец» в понимании «активный продавец» (пример: телефонные, прямые продажи) и «продавец» в понимании «отпускающий товар» (пример: продавец-кассир в супермаркете). Различие состоит в том, что если активный продавец находится в поиске клиента, склоняет клиента к покупке именно данного товара и именно в данной фирме, и оформляет сделку, то продавец отпускающий товар, всего лишь оформляет сделку.
Классики, современники и идеологи активных продаж: Нил Рекхем (Книга «Большие продажи»), Рудольф Шнаппауф (Книга «Практика продаж»), Пазухин Валентин (.|.) великий полисмэн (Книга «Профессиональные продажи», Розан Спиро (Книга «Управление продажами»), Теймур Касумов (Книга «Почему падают продажи? Как увеличить сбыт?»), Тонни Крем (Книга «Клиенты имеющие для Вас значение»).